# Карла Маркса (Тверская область)
Карла Маркса — деревня в Конаковском муниципальном округе Тверской области России. Входит в состав Вахонинского сельского поселения.
Находится в 15 километрах к юго-западу от города Конаково.

## Население
| 2010 |
| ---- |
| 67   |

## История
В прежние времена вдоль реки Гусевки подряд располагались три деревни Дворская, Болтино и Боярская (Барская). В XIX — начале XX века они относилось к Новинской волости Клинского уезда Московской губернии.
В 1859 году деревня Дворское имела 17 дворов и 139 жителей. В 1913 году деревня состояла из 67 дворов, здесь находилась земская школа.
После Октябрьской революции деревни были переименованы: Дворская стала имени Карла Маркса, Болтино — имени Троцкого, Барская — деревней Первомайск. По переписи 1926 года в деревне Карл Маркс Марксовского сельсовета Свердловской волости Клинского уезда было 56 хозяйств, 239 жителей; в деревне им. Троцкого — 9 хозяйств, 34 жителя (в конце 1920-х присоединена к деревне Карла Маркса).
В советское время деревню в народе назвали «Дворск». В начале 1930-х годов здесь был создан колхоз имени Карла Маркса.
С 1935 года деревня в составе Калининской области, в 1940 году — центр Марксовского сельсовета Завидовского района.
В годы Великой Отечественной войны, в ноябре-декабре 1941 года, деревня оказалась на линии фронта, дальше враг не прошёл.
В 1970-80-е годы жители деревни трудились в совхозе «Шошинский». В 1997 году было 32 хозяйства, 79 жителей. Население по переписи 2002 года — 86 человек, 43 мужчины, 43 женщины.